# 신온유
신온유는 대한민국의 여자 성우이다. 2017년에 KBS 공채 42기 성우로 입사하였다. 한국방송 성우극회 소속.

## 출연작

### 애니메이션
- 꽉 잡아! (KBS) - 고아라 역
- 7O3X - 0.01초의 싸움 - 켄모치 후미카
- 기동전사 건담 수성의 마녀 - 웬디 올렌트
- 울려라! 유포니엄 - 오바에 쿠미코
- 포켓몬 에볼루션즈 - 옥희

### 외화
- 미즈 마블 - 타이사(트라비나 스프링거) / 조이(로렐 마스덴)
- 가면라이더 제로원 - 이즈, 아즈

### 라디오
소설극장 (KBS 3라디오)
- 2017.01.19 ~ 2017.03.12 기욤 뮈소 作 <내일> (여직원)

KBS 라디오 문학관 (KBS 한민족방송)
- 2017.03.12 이지명 作 <금덩이 이야기> (아낙2)

KBS 무대 (KBS 한민족방송)
- 2017.03.04 <사약 받는 날> (아이1)
- 2017.03.11 <카페W> (이메일 낭독)
- 2017.03.18 <은주가 변했다> (손님1)

라디오 극장 (KBS 한민족방송)
- 2017.02.01 ~ 2017.02.28 정규웅 作 <붉은 꽃, 나혜석> (숙경)
- 2017.03.01 ~ 2017.03.31 정길연 作 <달리는 남자 걷는 여자>
- 2017.04.01 ~ 조두진 作 <결혼면허>

바람따라 구름따라 (KBS 라디오)
- 방송중

와이파이 초한지 (KBS 라디오)
- 2017.03.16 <223화> (장군)
- 2017.03.17 <224화> (장군)

## 같이 보기
- 한국방송 성우극회